# استیون رنیکس
استیون رنیکس (انگلیسی: Stephen Rennicks) موسیقی‌دان و آهنگساز اهل جمهوری ایرلند است.
از فیلم‌هایی که وی در آن‌ها نقش داشته‌است، می‌توان به اتاق و فرانک اشاره نمود.